# Milligania
Milligania, biljni rod iz porodice astelijevki. Postoji pet vrsta endemičnih za Tasmaniju.. Po životnom obliku su hemikriptofiti, od kojih tri vrste rastu u alpskim i podalpskim planinama, a dvije rijetke vrste duž riječnih obala na jugozapadu otoka. Svima im je tipično da vole vlažna staništa.
Rod je opisan 1853.

## Vrste
1. Milligania densiflora Hook.f.
2. Milligania johnstonii F.Muell. ex Benth.
3. Milligania lindoniana Rodway ex W.M.Curtis
4. Milligania longifolia Hook.f.
5. Milligania stylosa (F.Muell. ex Hook.f.) F.Muell. ex Benth.